# Viana (Navarra)
Viana ist eine Stadt am Jakobsweg in der Autonomen Gemeinschaft Navarra. Sie wurde 1219 gegründet, erhielt 1630 Stadtrecht und führt den historischen Titel Muy Noble y Leal Ciudad de Viana Cabeza del Principado de Navarra („Sehr edle und getreue Stadt Viana, Hauptstadt des (Kron-)Fürstentums Navarra“). Stadtpatronin ist die heilige Maria Magdalena.

## Lokale Situation
Der Ort liegt in der Senke von Estella und vereint auf dem Gemeindegebiet einen Höhenunterschied von fast 400 Metern: Während das Stadtzentrum auf 469 m liegt, erreicht die Bojes-Höhe (Alto de los Bojes) mit 836 Metern nicht ganz doppelt so viel. Die Landschaft im Norden ist dementsprechend bergig, während der südliche Teil Richtung Ebro eben ist. Alle Bäche des Gebiets vollziehen dieses Gefälle nach und fließen zum Ebro und damit ins Mittelmeer.

## Klima
| 1929–2004                               | Jan  | Feb  | Mar  | Apr  | Mai  | Jun  | Jul  | Aug  | Sept | Okt  | Nov  | Dez  | Jahr  |
| --------------------------------------- | ---- | ---- | ---- | ---- | ---- | ---- | ---- | ---- | ---- | ---- | ---- | ---- | ----- |
| Durchschnittstemperatur (°C)            | 5,8  | 7,2  | 10,2 | 11,6 | 15,8 | 19,8 | 22,6 | 22,9 | 19,1 | 14,5 | 9,4  | 6,5  | 13,8  |
| Durchschnittliche Höchsttemperatur (°C) | 9,3  | 11,5 | 15,4 | 17,0 | 21,8 | 26,4 | 29,8 | 29,8 | 25,0 | 19,3 | 13,1 | 9,8  | 19,0  |
| Durchschnittliche Tiefsttemperatur (°C) | 2,2  | 3,0  | 5,0  | 6,2  | 9,9  | 13,2 | 15,5 | 16,0 | 13,1 | 9,6  | 5,6  | 3,3  | 8,5   |
| Niederschlag (mm)                       | 37,0 | 27,4 | 26,7 | 46,2 | 45,0 | 39,0 | 29,3 | 27,3 | 30,9 | 41,5 | 49,5 | 42,5 | 442,1 |

Quelle: Navarra Meteo-Archiv
Das Klima ist ein Übergangsklima vom kontinentalen zum mediterranen Klima des Ebros.

## Namensherkunft
Die Herkunft des Namens Viana ist nicht sicher geklärt, Mikel Belasko fasst in seinem Buch zu den Ortsnamen Navarras die wichtigsten Thesen zusammen:
- Benennung nach prominentem Vorbild – In Europa gibt es verschiedene ähnliche klingende Städte: Wien, Viana do Castelo, Vienne (dieses zeitweilig auch Vianna und Viana). Letztere war – obwohl heute kaum noch bekannt – im Mittelalter eine bedeutende Stadt. König und Stadtgründer Sancho der Starke könnte Viana nach ihr benannt haben und hätte damit einer der durchaus üblichen Gepflogenheiten der damaligen Zeit entsprochen. Diese These bewertet Belasko als die wahrscheinlichste, sie wird auch gestützt durch Julio Caro Baroja, einen der wichtigsten spanischen Historiker und Anthropologen des 20. Jahrhunderts, der sich ebenfalls mit Toponymen befasste.
- Folgebenennung – Viana könnte der Name einer schon vor Gründung der Stadt bestehenden Siedlung gewesen sein. Es würde sich damit in die Gruppe navarresischer und alavesischer Orte einreihen, die auf die Silbe -ana enden. Julio Caro Baroja sieht in der Endung den Hinweis auf eine römische Siedlung, der erste Namensteil würde auf den vorrömischen Namen referieren. Es gibt zwar Reste römischer Siedlungen in der Umgebung Vianas, die Existenz der anderen „Vianas“ in Europa und der Umstand, dass Viana eine Neugründung des 13. Jhs. ist (siehe Geschichte), lassen Caro Baroja dieser These aber weniger Gewicht beimessen.
- Situation an einer Straße – Julio Caro Baroja zieht in Betracht, dass der Name von der Lage an einer römischen Fernstraße (Via) herrühren könnte.
- Baskische Herkunft – Der Ortsname könnte aus dem Baskischen kommen: zum Beispiel von bi anai (zwei Brüder)[8], ein Vorschlag von Juan Antonio Frago García, Professor für Geschichte der Spanischen Sprache an der Universität Saragossa.
- Vorrömische Herkunft – Aufgrund des Fundes einer keltiberischen Tessera mit der Inschrift ueniakum (die aus Uenia) in Custodia (Teil des Gemeindegebiets von Viana) brachten die Philologen Juan Cruz Labeaga und Jürgen Untermann die These ein, dass das erwähnte Uenia der Ursprung des heutigen Ortsnamens sein könnte. Sie weisen aber auf den phonetisch schwierigen Übergang zum heutigen Ortsnamen hin.
- Benennung nach landwirtschaftlichen Erzeugnissen der Gegend – Die lokale Volksetymologie führt den Namen auf Vino (Wein) und Viñedos (Weinberg) zurück. Ausgangspunkt dieser Überlegungen sind Berichte, wonach die Römer, die über die bergigen Zonen des Nordens kamen, bei ihrer Ankunft sofort die guten Anbaubedingungen des Gebietes erkannt und es deshalb Vinetum (spanisch: Viñedo) getauft haben sollen.

## Geschichte

### Frühgeschichte und Antike
Es gibt Hinweise, dass bereits in der unteren Altsteinzeit (um 200.000 vor Christus) Menschen im Bereich des heutigen Viana gelebt haben. Man schließt das aus archäologischen Funden in der Siedlung La Custodia, dessen Chronologie möglicherweise in der Altsteinzeit beginnt und über Bronze- und Eisenzeit bis zur beginnenden römischen Periode der Iberischen Halbinsel führt. Die vorgeschichtlichen Funde an diesem Ort sind: bearbeitete Äxte, Faustkeile, Schabeisen, Werkzeuge aus Feuerstein, bis hin zu Knochen des ausgestorbenen Waldelefanten Palaeoloxodon antiquus.
In der Jungsteinzeit fand ein Wechsel von nomadischer zu agrarischer Lebensweise statt, neben Feldbau gibt es Tierzucht. Es entwickelt sich ein spirituelles Bewusstsein, Tote werden in Gräbern bestattet. Beleg für diesen Wechsel ist das nahe Viana entdeckte Hypogäum von ca. 2850–2500 vor Christus, das bis heute intakt erhalten ist. Es befindet sich am „Alto de los Bojes“ ca. neun Kilometer nördlich Viana.
Das keltiberische Custodia, das um 600 v. Chr. Mitteleuropäer aufgenommen haben soll, wird von einigen Historikern mit Uarakos, Hauptstadt der Beronen und Vorgänger der römischen Siedlung Vareia, in Verbindung gebracht. Es verdient auch deshalb besondere Aufmerksamkeit, weil dort Gastfreundschafts-Plättchen (Tesseras) mit iberischen Inschriften gefunden wurden, die ältesten Texte, die für Navarra bekannt sind.
Ab dem ersten Jahrhundert wurde Viana stark romanisiert, nachdem der Boden an Veteranen römischer Feldzüge verteilt worden war. Die Ausrichtung in Organisation und Verwaltung erfolgte dabei Richtung Vareia, dem aufgrund der Stationierung der Legio IIII Macedonica an diesem Ort wichtigsten Zentrum des Gebietes. Die Ansiedlungen erfolgten auf sehr fruchtbaren Böden, nahe kleinerer Gewässer oder des Ebros und eines Hauptverkehrsweges, der Fernstraße Pompaelo–Vareia/Ebrotal. Die zahlreichen Ansiedlungen in dieser durch Oliven-, Weizen- und Weinanbau landwirtschaftlich bestimmten Gegend wurden bis zum Mittelalter zu Weilern. Ihre romanischen Kirchen – heute meist Ermitas – sind bis in die heutige Zeit erhalten geblieben. Beispiel dafür ist die romanische Kirche San Martín de Tidón.

### 7.–15. Jahrhundert

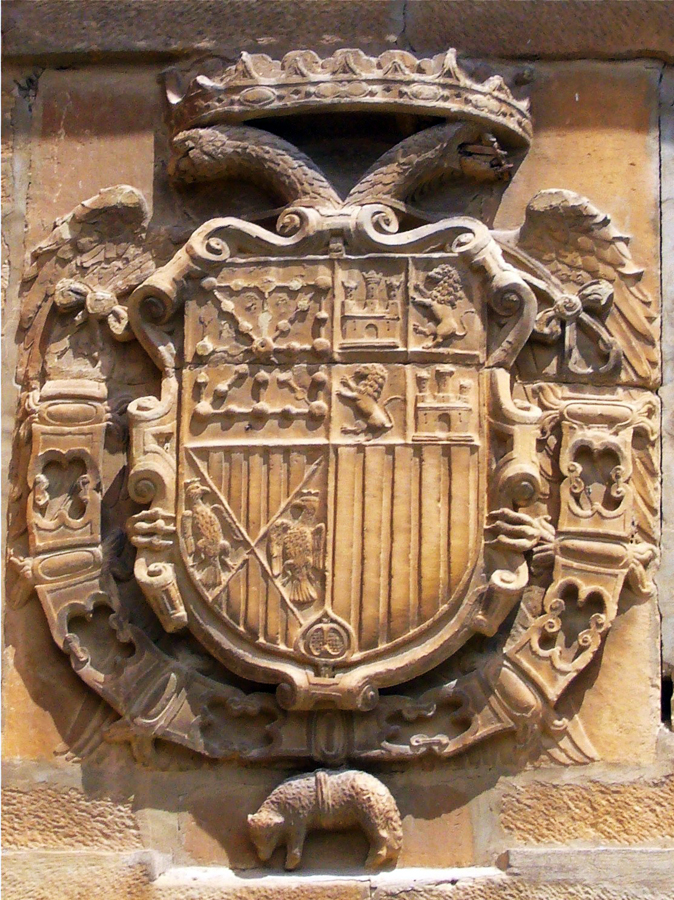
Wappen von Kaiser Karl V./König Karl I. an der Stadtmauer

Sancho VII., der Starke, gründete Viana 1219 als Festung an der Grenze zu Kastilien. Die neue Stadt, befestigt mit vier Toren, Wehrkirchen und Burg, brauchte Menschen, die sie in Friedenszeiten erhielten und in Kriegszeiten verteidigten. Der König bevölkerte es mit den Bewohnern der umliegenden Orte Longar, Tidón, San Andrés de Perizuelas, Cuevas, Piedrahíta, Soto, Cornava und Goraño. Um diesen Prozess zu unterstützen, gestand er dem Ort ein Fuero zu, der auch unter dem Namen „Privilegio del Aguila“ bekannt ist. Im gleichen Atemzug wollte er damit eine Handelsroute fördern und an den Menschenströmen des Jakobswegs teilhaben. Das Fuero schuf Bedingungen, die die rasche Entwicklung der Stadt beförderten. Einen wichtigen Anteil am wirtschaftlichen Aufstieg hatten auch die Handelsaktivitäten der jüdischen Bevölkerungsgruppe.
Das Fuero datiert auf April des Jahres 1219, wurde in Tudela ausgestellt und befindet sich heute im Stadtarchiv.
Der Camino Francés des Jakobswegs verlagerte sich nun bald und führte jetzt über Viana. Die Pilger hatten hier zahlreiche Hospitäler, wo sie Speise und Unterkunft fanden oder gepflegt wurden: San Julián, La Alberguería (am Fuß der Stadt), Santa Catalina, Nuestra Señora de Gracia (in der Stadt) sowie Richtung Logroño Einrichtungen der Benediktiner und der Juden von Torreviento, in Cuevas schließlich ein Hospital des Trinitarier-Ordens und eines, das dem Kloster Roncesvalles unterstand.
Eines der für Viana ruhmreichsten Ereignisse war die Erhebung zum Kronprinzentum „Principado de Viana“ durch Karl III. von Navarra, den Edlen. Dies geschah zugunsten seines 1421 in Peñafiel geborenen Enkels Karl von Viana, Sohn von Blanca de Navarra und Johann II. von Aragón. Das entsprechende Dokument datiert auf den 20. Januar 1423, ausgestellt in Tudela, und führt verschiedene Ortschaft, Burgen und Einkünfte auf, die dem Thronerben zur Verfügung stehen und seinen Rang und Würde verdeutlichen sollten. Den Titel trugen die Erstgeborenen der navarresischen, später der spanischen Könige, aktuell führt ihn die spanische Kronprinzessin Leonor.
Durch seine Grenzlage erlebte Viana immer wieder Angriffe und Plünderungen durch kastilische Truppen. Königin Eleonore von Navarra verlieh aus diesem Grund 1467 der Stadt den Titel „Muy Noble y Muy Leal (sehr edel und treu)“.

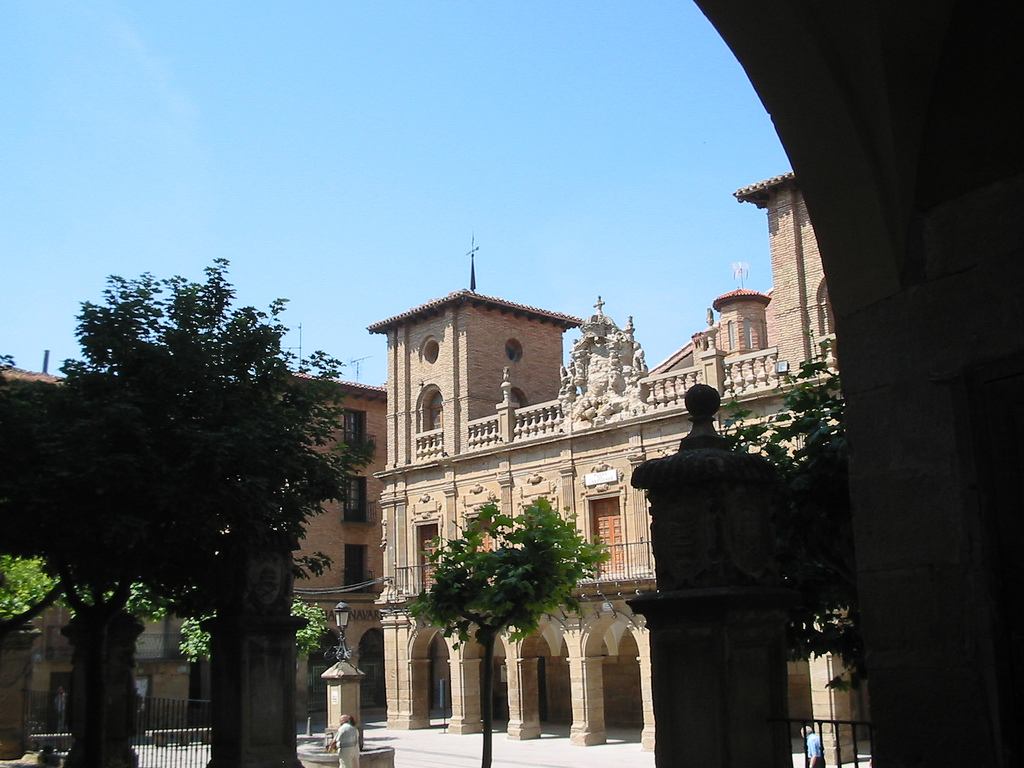
Rathaus von Viana

### 16.–18. Jahrhundert
1507 erhob sich der Graf von Lerín gegen Doña Catalina und Jean d’Albret, die Könige von Navarra. Den Aufstand niederzuschlagen, sandten sie Cesare Borgia aus, Schwager von d’Albret. Borgia war Sohn von Papst Alexander VI., Kardinal, Generalissimus der päpstlichen und navarresischen Truppen und der Renaissancefürst, der Niccolò Machiavelli zu seinem Buch „Der Fürst“ inspiriert haben soll. Er versuchte im Rahmen des Feldzugs vergeblich Larraga einzunehmen und starb danach in einem Hinterhalt nahe Mendavia, den er erkannt, aber ignoriert haben soll. Er wurde zunächst in der Kirche Santa María beerdigt, dann aber vor dem Hauptportal umgebettet, damit ihn – den Exkommunizierten – das gemeine Volk mit Füßen trete. 2007 wurde er auf Beschluss einer Kommission erneut im Inneren der Kirche beigesetzt. Eine Marmorplatte an der Kirche erinnert an seinen Tod am 11. März des genannten Jahres.
Die Kapitulation Pamplonas am 25. Juli 1512 vor kastilischen Truppen und die Annexion Navarras ließen Viana keine andere Wahl, als der Hauptstadt zu folgen. Dies geschah am 15. August 1512. Kardinal Cisneros ordnete 1515 die administrative Eingliederung der Festung und der umliegenden Dörfer unter Logroño an, erst 1523 kam es durch Karl V. wieder zum Königreich Navarra.
Am 22. Juli 1599, als in Viana und anderswo die Pest wütete, wählten die Bürger die heilige María Magdalena zur Stadtpatronin, weil an ihrem Gedenktag niemand an der Krankheit gestorben war.
Zwischen dem 16. und 17. Jahrhundert erlebte Viana eine Epoche wirtschaftlicher Entwicklung und Wohlstands basierend auf der Landwirtschaft und dem großen Ausstoß an Wein. Der Wohlstand spiegelt sich in verschiedenen religiösen und profanen Bauten im Renaissance- und Barockstil. Der Adel entwickelte sich und versorgte seine mittleren und jüngeren Söhne mit hohen Posten im Militär oder in den Kolonien, weil das traditionelle System des Mayorazgo, keine Aufteilung des Erbes zuließ. Die Fassaden der Häuser wurden mit beeindruckenden Familienwappen verziert und in beiden Pfarrkirchen wurden bedeutende Umbauten realisiert.
Am 14. Mai 1630 gesteht König Philipp IV. Viana das Stadtrecht zu und kauft die Festung, die Casa Real, die Mauern und das Soto Galindo zum Preis von 28.000 Silberdukaten.
Philipp IV. verlieh Viana das Stadtrecht.
Am 2. Juni 1808 forderten die Vianeser Bürger die Ausgabe von Waffen, um König Ferdinand VII. und die Heilige Katholische Religion zu verteidigen. Wenige Tage später nahmen die napoleonischen Truppen die Stadt ein und installierten ihr Hauptquartier in der Kirche San Pedro. Die Vianeser litten unter den Ausschreitungen der französischen Truppen, die sie zwangen, große Mengen Lebensmittel und Geld, aber auch die eigenen Widerstandskämpfer auszuliefern. Das waren unter anderen Juan Hernández „El Pelao“ und „El Tuerto“ (kein bürgerlicher Name bekannt). Letzterer wurde von der Stadtverwaltung wegen seiner Taten zum „Monster in Menschgestalt – monstruo de la Humanidad“ erklärt.

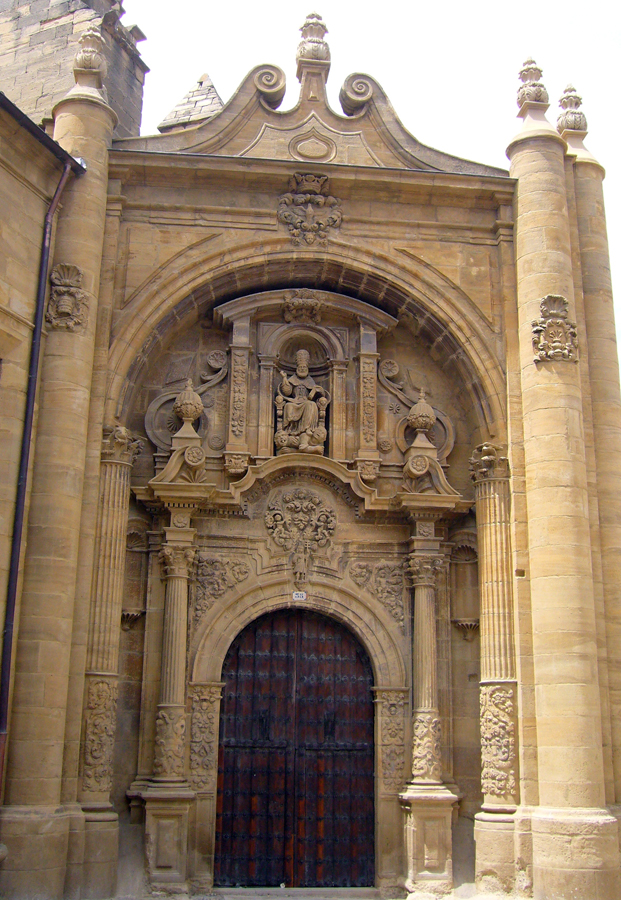
Eingang zur Kirche Iglesia de San Pedro

### 19. Jahrhundert bis heute
Am 9. Oktober 1818 wurde in Viana der bekannteste romantische Schriftsteller Navarras geboren: Francisco Navarro Villoslada.
Die Carlisten-Kriege (1832–1839 und 1872–1875) machten das 19. Jahrhundert zu einem fatalen Jahrhundert für Viana, weil es sich genau zwischen dem karlistischen Estella und dem liberalen Logroño befand. Die Stadt litt unter den Verwüstungen beider Seiten: Der Kirchenschatz wurde konfisziert, um Lebensmittel für die Truppen zu kaufen, die Stadt beschossen, die Kirchenfenster gingen zu Bruch, die Kirche San Pedro wurde nachhaltig beschädigt und stürzte einige Jahre später in sich zusammen. Weiteres Ereignis dieser Jahre war ein großer Gefangenenaustausch, der am 16. Juni 1875 auf den Feldern von La Alberguería vor den Toren der Stadt stattfand.
1893 kam es in Viana wie in anderen navarresischen Städten zu einer Volkserhebung gegen das Haushaltsgesetz, das vom damaligen Finanzminister Germán Gamazo vorgelegt worden war und die herkömmlichen steuerlichen Besonderheiten abzuschaffen versuchte. Aus dieser Zeit stammt die auch in anderen navarresischen Ortschaften häufig anzutreffende Straßenbenennung „Plaza de los Fueros“.
Zu Beginn des 20. Jhs. machte eine Reblausplage wirtschaftliche Erholungsversuche zunichte. Der Spanische Bürgerkrieg brachte in der Folge Repressionen und eine starke Emigration mit sich. 1964 wurde in Navarra ein Wirtschaftsförderungsprogramm (Programa de Promoción industrial de Navarra) beschlossen, das die Ansiedlung von Unternehmen erleichterte und auch die Grundlage zur heutigen Prosperität Vianas legte.
Aktuell erfreut sich Viana einer Prosperität, die auf einer erneuerten Landwirtschaft, einer blühenden Industrie in drei Gewerbegebieten mit 70 Unternehmen und einem großen Einzelhandelszentrum basiert. Weiterhin gibt es soziale Dienste und sportliche und kulturelle Angebote wie Seniorenresidenz und -zentrum, Gesundheitszentrum, Multi-Sportanlage, Pilgerherberge und Kulturhaus.
Trotz der bisher kurzen Dauer des neuen Jahrhunderts kann man weiter von einer Zeit sozio-ökonomischer Prosperität sprechen. Private wie öffentliche Auftraggeber investieren in das städtische Erbe, weiterhin wurden einige soziokulturelle Verbesserungsmaßnahmen realisiert: der städtische Kindergarten, der Sport- und Freibadkomplex „Príncipes de Viana“ und das Kulturzentrum „Centro Cultural Navarro Villoslada“. Die Wertschätzung, der Schutz und die Rehabilitation des Altstadtkerns wie auch der Wiederaufbau der Stadtmauer sollen nun Viana Schritt für Schritt den Glanz zurückbringen, der über viele Jahrhunderte von ihm ausging.

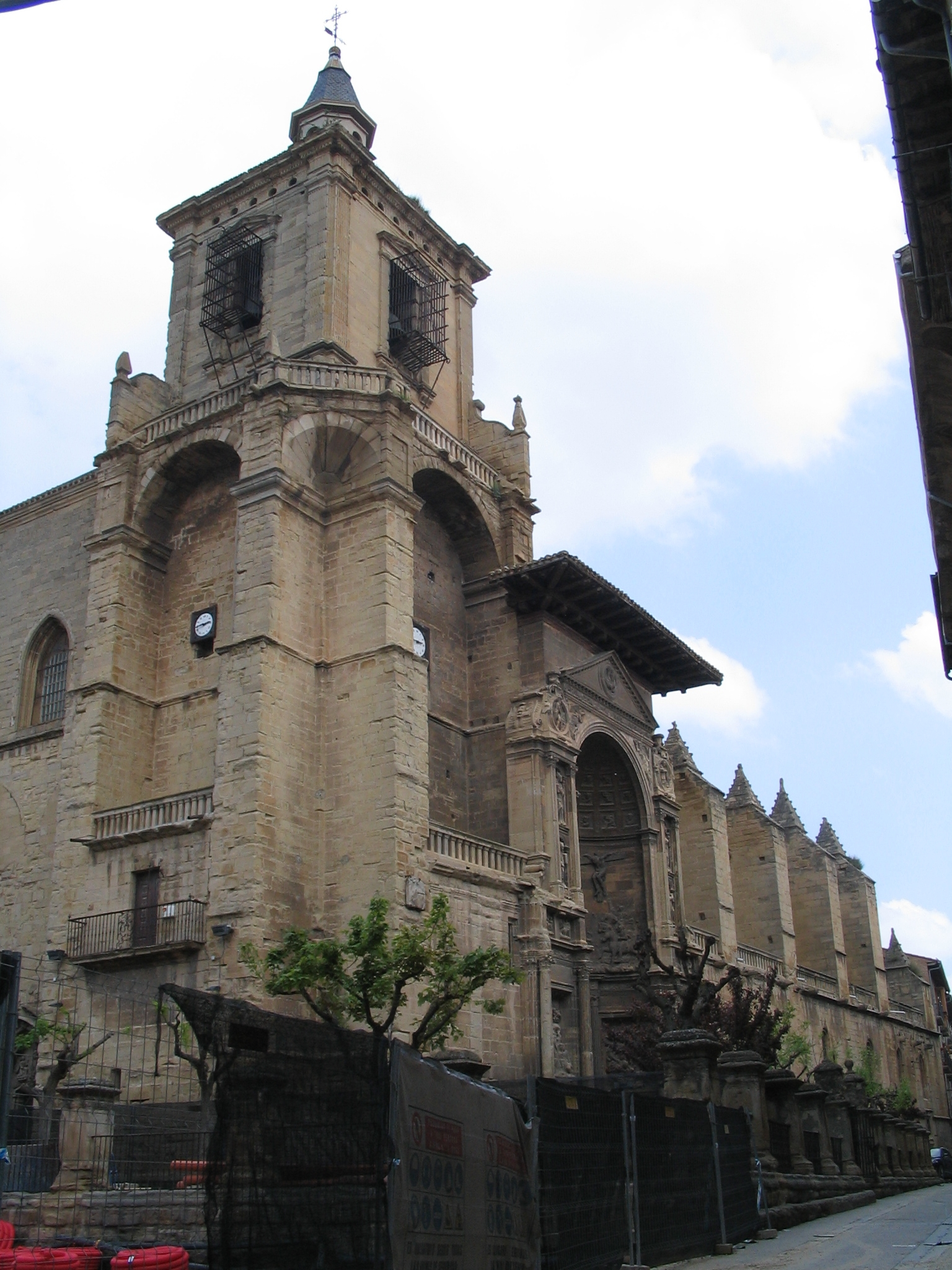
Kirche Iglesia de Santa María

## Politik
| Partei                | 2011      | 2011  | 2007      | 2007  |
| Partei                | Stimmen % | Sitze | Stimmen % | Sitze |
| PSOE                  | 31,11 %   | 5     | 47,82 %   | 8     |
| UPN                   | 22,80 %   | 4     | 16,78 %   | 2     |
| Na-Bai                | 11,62 %   | 2     | 7,52 %    | 1     |
| Andere                | 4,91 %    |       | 3,71 %    |       |
| Enthaltungen/Ungültig | 29,56 %   |       | 24,17 %   |       |

Quelle: Spanisches Innenministerium

### Bürgermeister
| Amtszeit  | Bürgermeister                 | Partei   |
| --------- | ----------------------------- | -------- |
| 1979–1983 | José María Los Arcos Martínez | UPN      |
| 1983–1986 | José María Los Arcos Martínez | UPN      |
| 1986–1987 | Pedro Matute Arina            | UPN      |
| 1987–1991 | Patxi Aramayo Bernechea       | PSN-PSOE |
| 1991–1995 | José Luis Collado Nicolás     | UPN      |
| 1995–1999 | José María Los Arcos Martínez | UPN      |
| 1999–2003 | Gregorio Galilea Arazuri      | PSN-PSOE |
| 2003–2007 | Gregorio Galilea Arazuri      | PSN-PSOE |
| 2007–2011 | Gregorio Galilea Arazuri      | PSN-PSOE |
| 2011-     | Gregorio Galilea Arazuri      | PSN-PSOE |

## Sehenswürdigkeiten

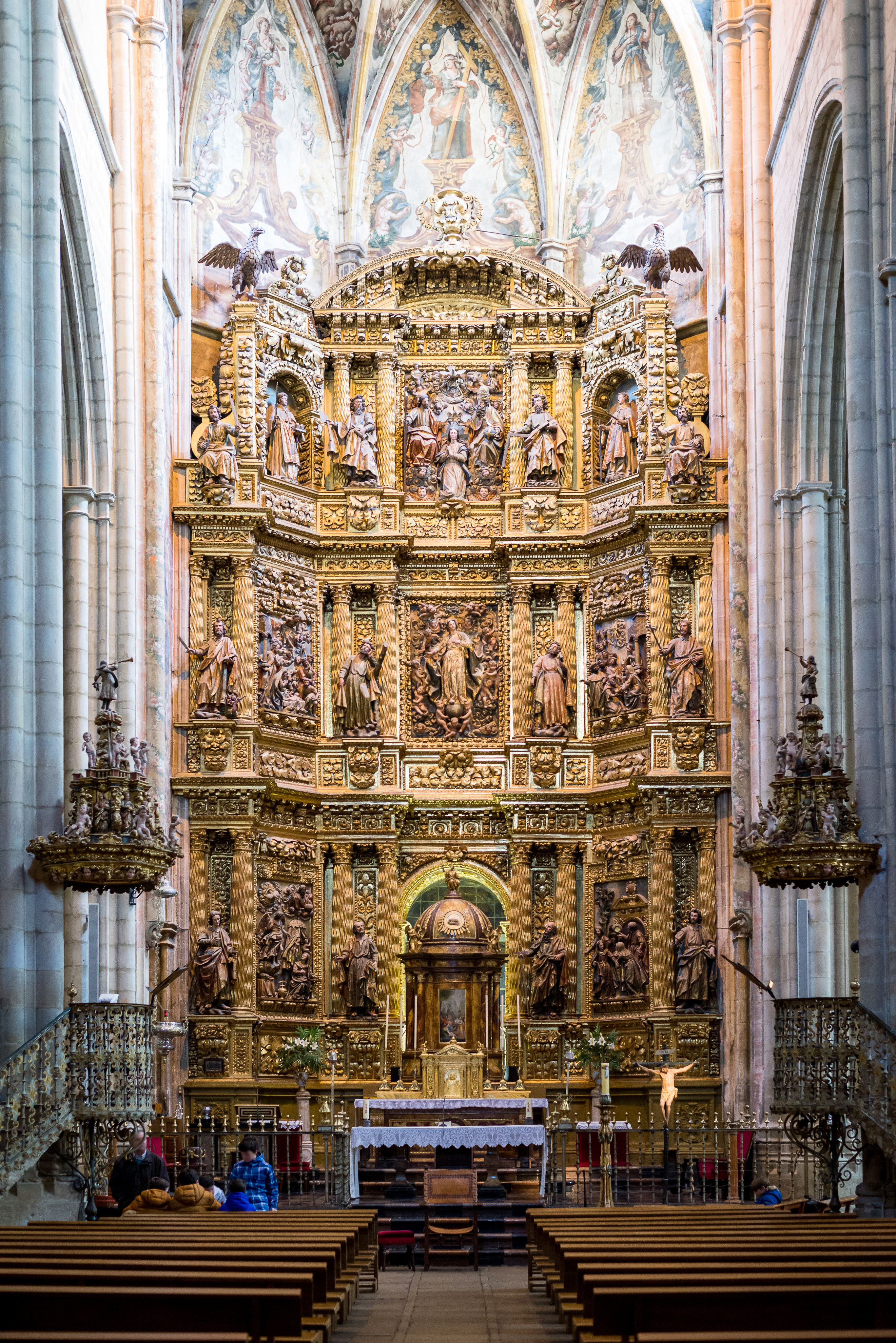
Hochaltar der Kirche Santa María in Viana (Navarra)

Die gesamte Altstadt ist zum künstlerisch und historisch wertvollen Ensemble von nationalem Wert erklärt worden, desgleichen die Pfarrkirche Santa María de la Asunción. Innerhalb des teilweise noch erhaltenen Stadtkerns aus dem 13. Jahrhundert ragen wappengeschmückte Häuser, Teile der alten Stadtmauer, die mittelalterliche Kirche Santa María und die Ruinen der Kirche San Pedro, das alte Pilgerhospiz (15. Jahrhundert, heute Kulturhaus) heraus sowie aus dem 17. Jahrhundert das Franziskanerkloster, das Rathaus und die Paläste der Urras und der Cerecedas.
- Kirche Santa María

Wichtiger Sakralbau aus dem 13. und 14. Jahrhundert. Aufgrund der zeitweise ökonomisch positiven Lage der Stadt finden sich fortgesetzt bauliche Veränderungen und Kunstobjekte in der Kirche.
Die Kirche ist im gotischen Stil errichtet, sie ist in drei Schiffe, unterteilt mit vier Kreuzgewölben, gegliedert. Der Raum zwischen den Widerlagern wird von Kapellen gefüllt. In der Apsis gibt es einen polygonalen Chorumgang. Die Portalzone aus dem 14. Jahrhundert wird von drei Archivolten und einer heiligen Jungfrau mit Kind geschmückt, die durch zwei Engel angebetet werden. Neben dem Portal Reliefplatten mit Szenen aus dem Neuen Testament, u. a. eine Kreuzigung in mehrschichtiger Ausführung nach den; Gesetzen der Zentralperspektive.
Das Hauptretabel wurde im 17. Jahrhundert durch Pedro Margotedo ausgeführt und zeigt Mariendarstellungen mit Aposteln.
- Rathaus

Das Gebäude wurde im 17. Jahrhundert an der Plaza de los Fueros errichtet, als Jahr der Fertigstellung wird in der Fassadenverzierung 1688 genannt. Die Fassade oberhalb der Arkaden ist im Renaissance-, die Portalzone im Barockstil gestaltet, zwei Türme schließen nach den Seiten ab. Die Fassade bekrönt Wappen der spanischen Monarchie anno 1688. Der Bau wurde von den Baumeistern Domingo y Juan Descobaza aus Calahorra ausgeführt, ihr Honorar betrug 4000 Silberescudos.
- Casa de Cultura

Das Kulturhaus ist im alten Pilgerhospiz untergebracht, auf dessen untere im gotischen Stil gehaltene Etage während der Barockzeit eine zweite in Ziegelbauweise aufgesetzt wurde.
- Ruinen der Kirche San Pedro

Gotische Zisterzienserkirche aus dem 13. Jahrhundert, dreischiffig mit einer bemerkenswerten Apsis, die mit der von San Saturnino in Pamplona vergleichbar ist. Die Portalzone stammt aus dem 18. Jahrhundert. Während des ersten Carlistenkriegs war die Kirche von liberalen Truppen besetzt und zeigte danach so schwere Schäden, dass sie 1844 fast komplett zusammenstürzte.

## Lokale Spezialitäten
In Viana gibt es eine typisch baskisch-navarrisch-riojanische Küche mit feinen Braten und Gemüsebeilagen entsprechend der lokalen Produktion (Paprika, Spargel). Bekannte Nachtische sind Cuajada oder Frischkäse mit Nüssen.
Im Ort gibt es drei Wein-Keltereien die Qualitätsweine und Cava unter der Herkunftsbezeichnung Rioja herstellen. Weiterhin sind zwei wichtige Produzenten des navarrischen Schlehenlikörs Patxaran in Viana beheimatet.

## Fiestas
- Fiesta zu Ehren des heiligen Felix von Bilibio[12], am 1. Februar
- Fiestas zu Ehren Maria Magdalena und Jakob, am 21. und 25. Juli.
- Fiesta zu Ehren der Jungfrau Virgen de Nieva, am ersten Sonntag nach dem 8. September jeden Jahres.
- Karneval, in der Nacht zum ersten Sonntag der Fastenzeit.

## Wirtschaft
Vianas Wirtschaft teilt sich in 80 % Industrie und 20 % Landwirtschaft, sie ist so erfolgreich, dass 30 % der Beschäftigten aus dem nahen Logroño hierher pendeln.
Landwirtschaftliche Produkte sind Weizen, Gerste, Mais, Oliven und Wein. Der jährliche Weinertrag beträgt 9.500 Tonnen, das Gebiet gehört zur D.O. Rioja.
Die verarbeitenden Gewerbe sind mit folgenden Zweigen vertreten:
- Holzverarbeitende Industrie (Möbel, Bretter / Platten, Einbauküchen)
- Metallverarbeitung (Kunstschmiede, Gesenkschmiede)
- Nahrungsmittelindustrie (Backwaren, Convenience Food, Fleischwaren, Liköre, Konserven).
- Stromerzeugung (drei Wasserkraftwerke am Río Ebro, Windparks Las Llanas, zwei Fotovoltaikparks)
- Textilindustrie (Woll- und Baumwollkonfektion)
- Verpackungsindustrie (Wellpappe)

## Bevölkerungsentwicklung der Gemeinde
0000Quelle: INE-Archiv – grafische Aufarbeitung für Wikipedia

## Mit der Stadt verbundene Persönlichkeiten
- Cesare Borgia (1475–1507) – italienischer Fürst, in Viana gefallen und beerdigt
- Matías Goñi (1647–1712) – Jesuitenpriester und Missionar
- Francisco Navarro Villoslada (1818–1895) – Schriftsteller
- Pablo Antoñana (1927) – Schriftsteller